# Шикин, Максим Игоревич
Максим Игоревич Шикин (род. 23 сентября 1993, Новороссийск) — российский военнослужащий, гвардии майор, командир группы специального назначения 45-й отдельной гвардейской бригады специального назначения ВДВ, Герой Российской Федерации (2022).

## Биография
Родился в городе Новороссийске Краснодарского края в семье офицера воздушно-десантных войск. Окончил Московское суворовское военное училище в 2011 году, с отличием Рязанское высшее воздушно-десантное командное училище имени генерала армии В. Ф. Маргелова в 2016 году.
С 2016 года проходил службу на командных должностях в 175-м отдельном разведывательном батальоне 76-й гвардейской десантно-штурмовой Черниговской Краснознамённой ордена Суворова дивизии (пункт дислокации — город Псков). Занимал должности командира разведвзвода, разведроты. Выезжал в командировки в Чеченскую Республику, а также в Сирийскую Арабскую Республику.
С 2019 года служит в 45-й отдельной гвардейской орденов Кутузова и Александра Невского бригаде специального назначения Воздушно-десантных войск в должности командира группы специального назначения. В январе 2022 года участвовал в миротворческой миссии в Казахстане под эгидой Организации Договора о коллективной безопасности.
С 24 февраля 2022 года принимал участие в СВО.

## Награды
- Указом Президента России Владимира Путина от 31 марта 2022 года за «мужество и героизм, проявленные при выполнении боевого задания» удостоен звания Героя Российской Федерации[4].

Награждён орденом Мужества, медалью ордена "За заслуги перед Отечеством 1-й степени с изображением мечей", медалью ордена «За заслуги перед Отечеством» 2-й степени с изображением мечей, медалью «За отвагу».

## Память
- в 2022 году на здании лицея № 10 в Ставрополе, где учился Шикин, по инициативе регионального отделения Российского военно-исторического общества был установлен памятный знак[5].
- проводится всестилевой турнир по каратэ имени Героя России М. И. Шикина[1]